# Andy Fraser

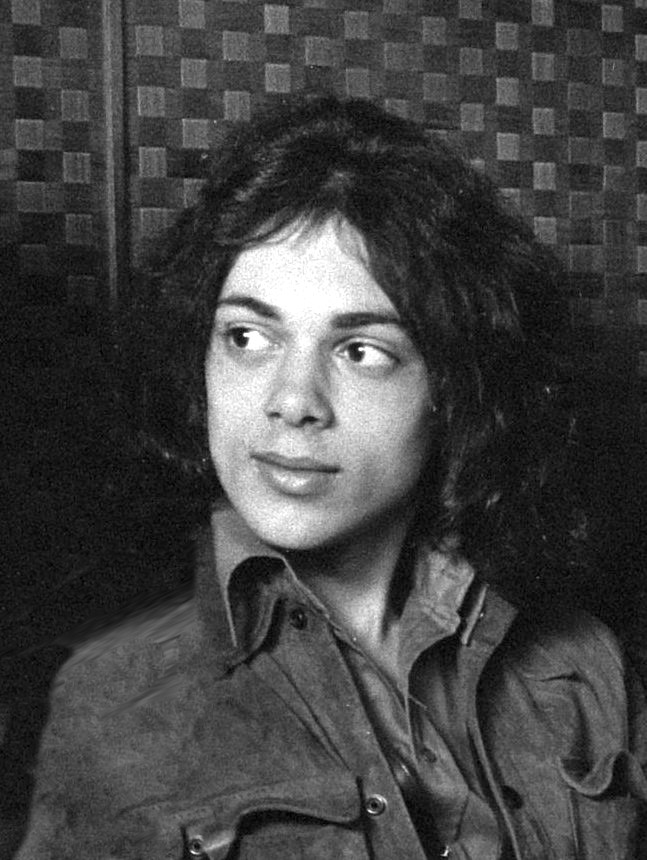
Andy Fraser (1970)

Andy Fraser (* 3. Juli 1952 in London; † 16. März 2015 in Temecula, Kalifornien) war ein britischer Musiker. Er war als Bassist Teil der Erstbesetzung von Free, gründete danach weitere Bands und trat außerdem als Solokünstler in Erscheinung.

## Biografie

### Kindheit und Jugend (1952–1967)
Fraser wurde 1952 in London als Sohn eines Plantagenbesitzers aus Britisch-Guyana und einer Schottin geboren. Seine Eltern ließen sich scheiden, als er sieben Jahre alt war. Bereits im Alter von fünf Jahren begann er mit dem Klavierspielen. Mit zwölf Jahren spielte er zunächst Gitarre, die er nach kurzer Zeit gegen einen Bass austauschte. Er spielte ab dem Alter von 13 Jahren in mehreren lokalen Bands unterschiedlicher Genres, wie Rhythm and Blues, Ska und Soul. Als Einfluss gab er zu dieser Zeit Binky Mackenzie an, der eine Zeitlang der feste Freund seiner älteren Schwester und eine lokale Jazz-Größe war. Mit 15 Jahren entdeckte er die Beatles für sich und näherte seine Frisur an die seiner neuen Idole an. Dadurch geriet er mit den Autoritäten seiner damaligen Schule St Clement Danes aneinander und wurde schließlich der Schule verwiesen. Er wechselte an das College of Further Education in Hammersmith. Dort lernte er Sappho Korner, Tochter von Alexis Korner kennen, die ihn mit John Mayall bekannt machte.

### Free (1968–1972)

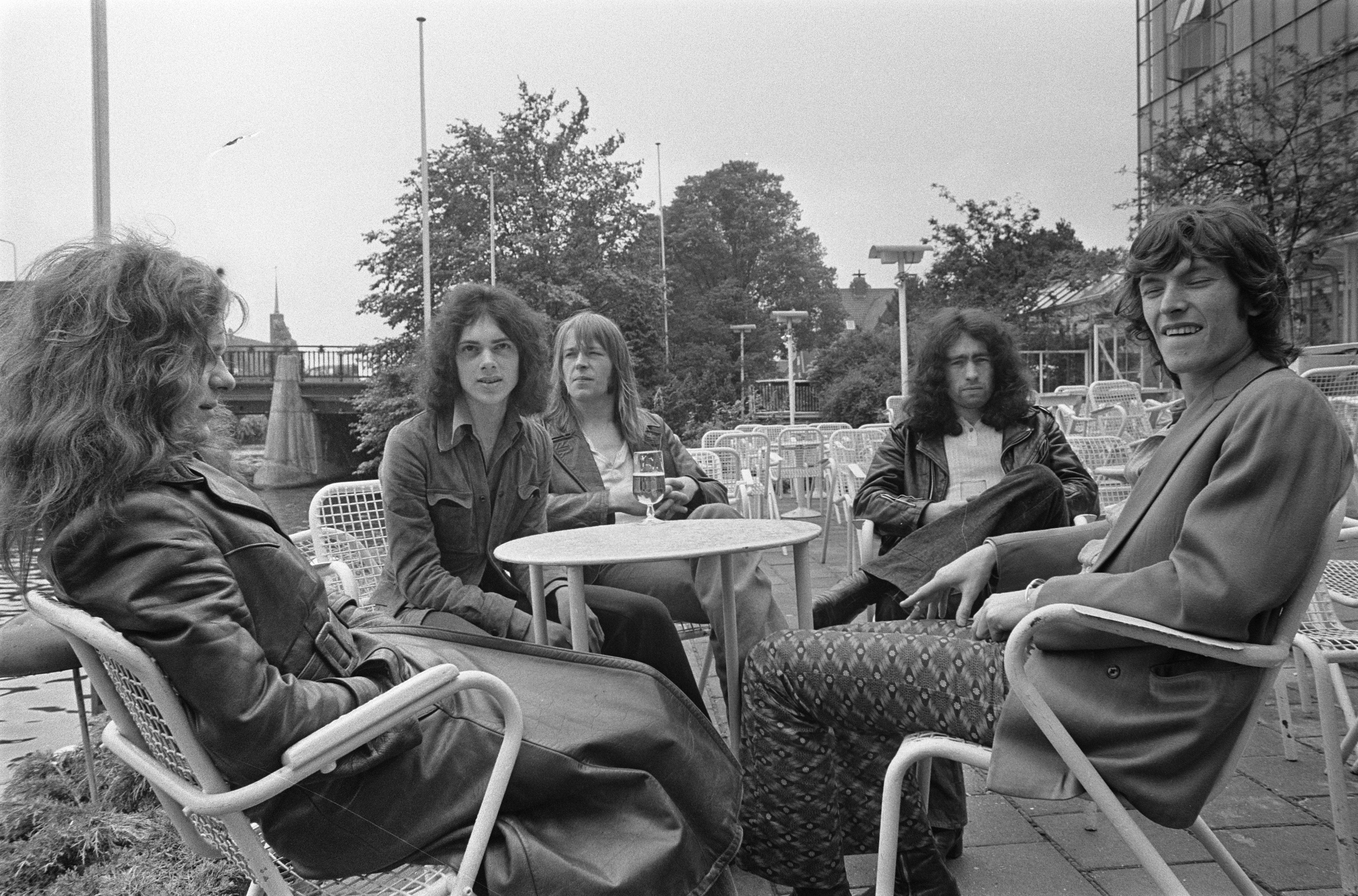
Free in Amsterdam (1970). V. l. n. r.: Paul Kossoff, Andy Fraser, Simon Kirke, Paul Rodgers & Steve Winwood

Er spielte ein Jahr als Bassist in Mayalls Band Bluesbreakers, wurde dann aber ersetzt. Zusammen mit Paul Kossoff, Simon Kirke und Paul Rodgers gründete er die erfolgreiche Band Free. Fraser war unter anderem Co-Autor des Hits All Right Now. Bis 1972 spielten Free sechs Alben ein. Fraser stieg 1972 aus, ein Jahr vor der Auflösung von Free. Als 1976 Kossoff an Herzversagen starb, machte dessen Vater Fraser für den Tod verantwortlich, außerdem wurde er nicht zur Beerdigung eingeladen. Diese Vorgänge belasteten Fraser zeit seines Lebens.

### Sharks und Andy Fraser Band (1973–1975)
Fraser gründete nach dem Split von Free die Band Sharks, stieg aber direkt nach der Veröffentlichung des Debütalbums First Water wieder aus, um die Andy Fraser Band mit Nick Judd (Keyboard) und Kim Turner (Schlagzeug) zu gründen. Das selbstbetitelte Debütalbum und In Your Eyes erschienen beide 1975. Danach löste sie sich auf.

### Weitere Karriere (ab 1975)
1975 zog er nach Kalifornien und lernte in dieser Zeit seine spätere Frau Henrietta („Ri“) kennen. Aus der später wieder geschiedenen Ehe entstammen zwei Töchter.
Nach missglückten Bandversuchen arbeitete Andy Fraser als Studiomusiker und Songwriter für Künstler, z. B. Robert Palmer, Joe Cocker, Chaka Khan, Rod Stewart und Paul Young. 1984 veröffentlichte er sein drittes Soloalbum Fine, Fine Line., auf dem er den Gesang übernahm.
Kurz nach den Aufnahmen wurde bei ihm Krebs diagnostiziert und er musste sich behandeln lassen. Die Krankheit brach immer wieder aus, insgesamt musste er sich 29-mal in Therapie begeben. Später erkrankte er zusätzlich an AIDS. Deshalb machte er sich in der Öffentlichkeit und musikalisch sehr rar, mit der Ausnahme eines Auftritts 1994 auf dem Woodstock-II-Festival, wo er Paul Rodgers am Bass begleitete.
Zur Veröffentlichung des Albums Naked … and Finally Free im Jahre 2005 outete sich Fraser als homosexuell, was er bereits seit den 1980ern ausgelebt habe. Ein Jahr später, im April 2006, war Fraser zum letzten Mal live zu sehen, als er zwei Solokonzerte in Temecula, Kalifornien, spielte. Dort starb er am 16. März 2015 im Alter von 62 Jahren.

## Musikstil
Free hatte mit Paul Kossoff nur einen Gitarristen. Daher musste Andy Fraser durch seine außergewöhnliche Spielweise den fehlenden zweiten Gitarristen mit entsprechenden Bassläufen ersetzen. Obwohl Free eindeutig Bluesrock spielte, sind viele Bassläufe eher dem Jazz entlehnt.
Sein Hauptinstrument war ein semi-akustischer Gibson-EB-2-Bass, der über eine s. g. Bass-Boost-Schaltung verfügte (Baritone-Switch). Aber auch der Solidbody EB-3 von Gibson gehörte zu den von ihm bevorzugten Instrumenten.
War der Bass bis zur Mitte der 1960er Jahre ein reines Rhythmusinstrument, so zeigten Bassisten wie Andy Fraser, Jack Bruce und John Entwistle vollkommen neue Wege auf und machten den Bass zu einem eigenständigen melodieführenden Instrument.

## Diskografie

### MitFree
- 1968: Tons of Sobs
- 1969: Free
- 1970: Fire and Water
- 1970: Highway
- 1971: Free Live!
- 1972: Free at Last

### MitSharks
- 1973: First Water

### Solo/Andy Fraser Band
- 1975: s/t
- 1975: In Your Eyes
- 1984: Fine, Fine Line
- 2005: Naked … and finally free